# El Rodadero
El Rodadero es un balneario de la ciudad de Santa Marta, a orillas del mar Caribe en Colombia. Corresponde a la zona norte de la Localidad III (Turística - Perla del Caribe) y se caracteriza por sus playas de arena clara y sus edificios de gran altura. Su desarrollo comenzó a mediados de los años 1950 y desde entonces se ha convertido en uno de los principales destinos turísticos del país.

## Historia
Recibe su nombre de un gran montículo de arena entre dos pequeños cerros. Este era empleado por los lugareños para bajar rodando hasta la playa por su pendiente. Sin embargo, gracias a la brisa este se mantenía cubierto de arena. Esa elevación, actualmente de roca a la vista, sigue siendo visible al sur de la zona.
Sus inicios como sector turístico ocurren en 1954 cuando el gobernador Rafael Hernández Pardo comienza la construcción de la carretera por el cerro Ziruma. En su honor, la vía que hoy conecta el centro de Santa Marta y El Rodadero se llama avenida Hernández Pardo.
A su vez, el gobierno de Gustavo Rojas Pinilla respaldó la construcción del hotel Tamacá (vocablo indígena que significa 'casa grande en la playa'). Tal proyecto fue erigido en el antiguo lugar de adoración de los Indios Gairas. Todos estos esfuerzos apuntaban a desarrollar la industria turìstica en la zona.
En 1976 se construyeron cerca de sus playas cuatro rascacielos de más de 80 m de altura: las torres Colón A y B, y los edificios El Rodadero y Cristimar. A 2021 estos siguen siendo los cuatro edificios más altos de toda Santa Marta.

## Geografía
El balneario de El Rodadero se encuentra en la ensenada de Gaira o del Rodadero. Esta se haya a su vez a algunos kilómetros al sur de la zona principal de ciudad, en la bahía de Santa Marta, de la que la separa el cerro Ziruma. La ensenada llega por el norte hasta la punta Cabeza de Negros y por el sur hasta el río Gaira, que la separa del sector de playa Salguero. Este desemboca cerca de la calle 22.
Cerca el pequeño puerto se encuentra “El sendero de las iguanas”, un atractivo turístico que cuenta con cientos de iguanas en un área cerrada por completo en malla, los animales reciben diversas golosinas y frutas. Actualmente el parque de las iguanas no está en funcionamiento, la especie fue disminuyendo y el terreno del parque ha sido utilizado para construcción de plazoletas de comida y hoteles.

## Galería

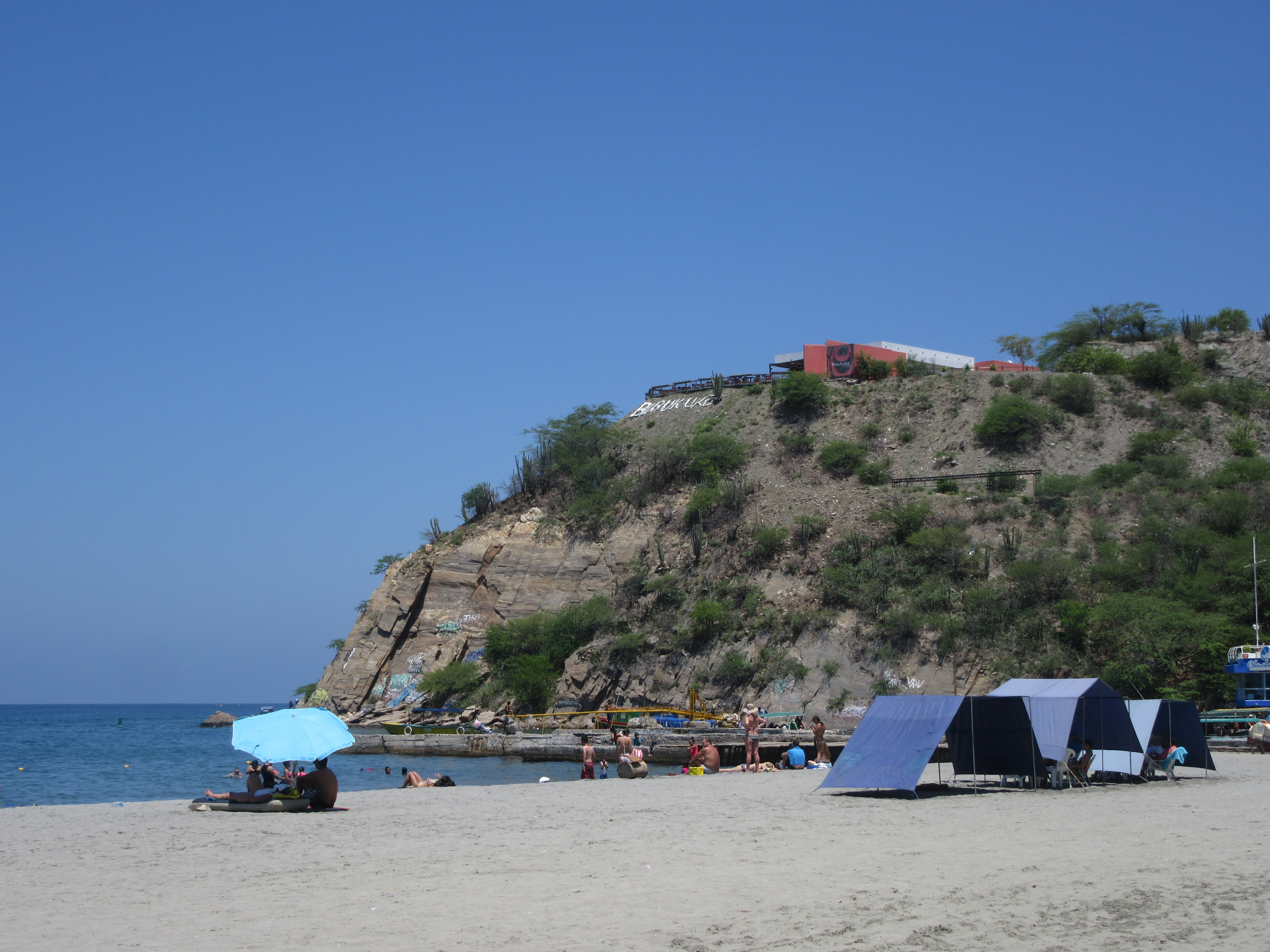
Zona norte de la playa
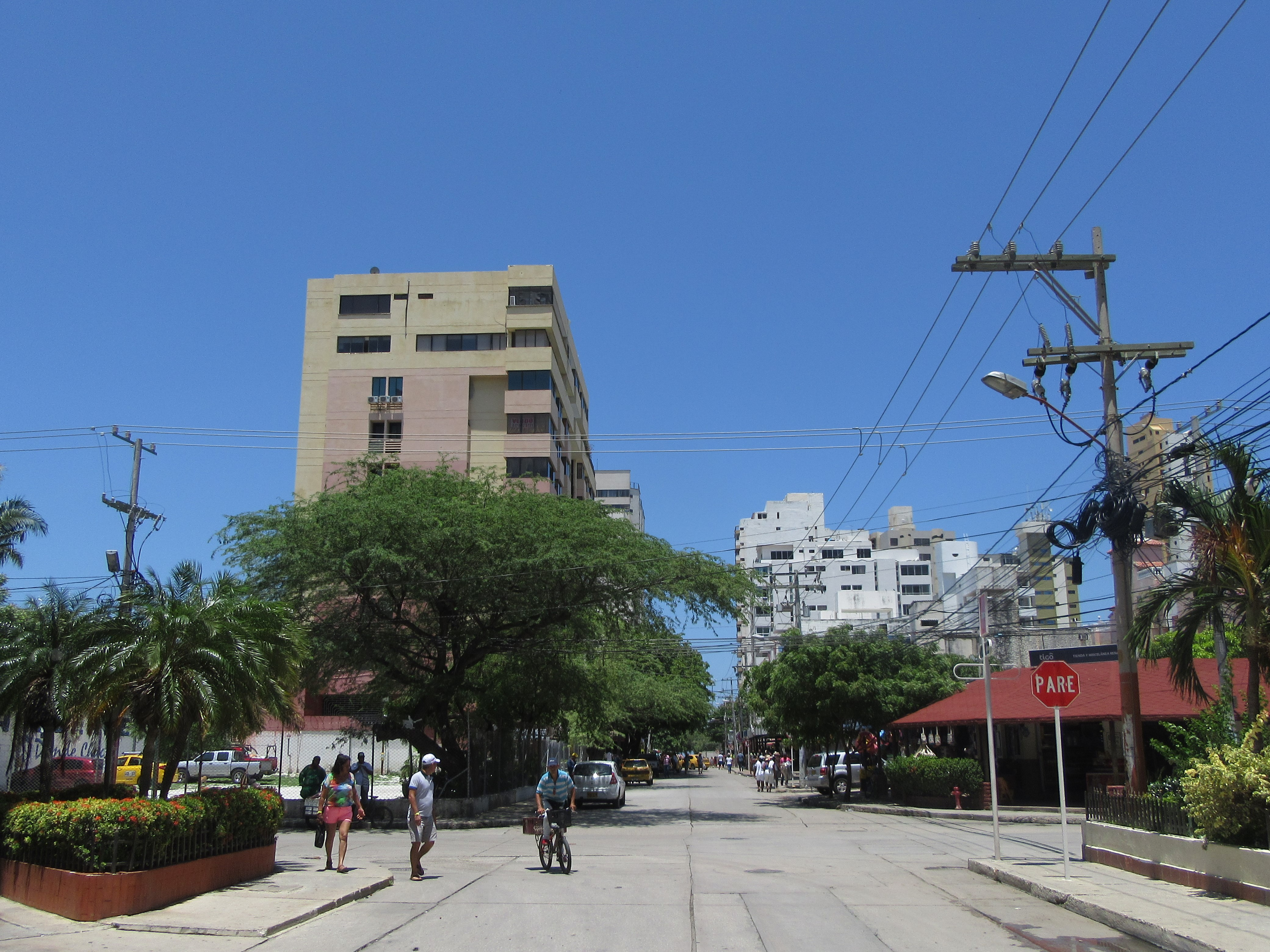
Calle 6 con carrera 4
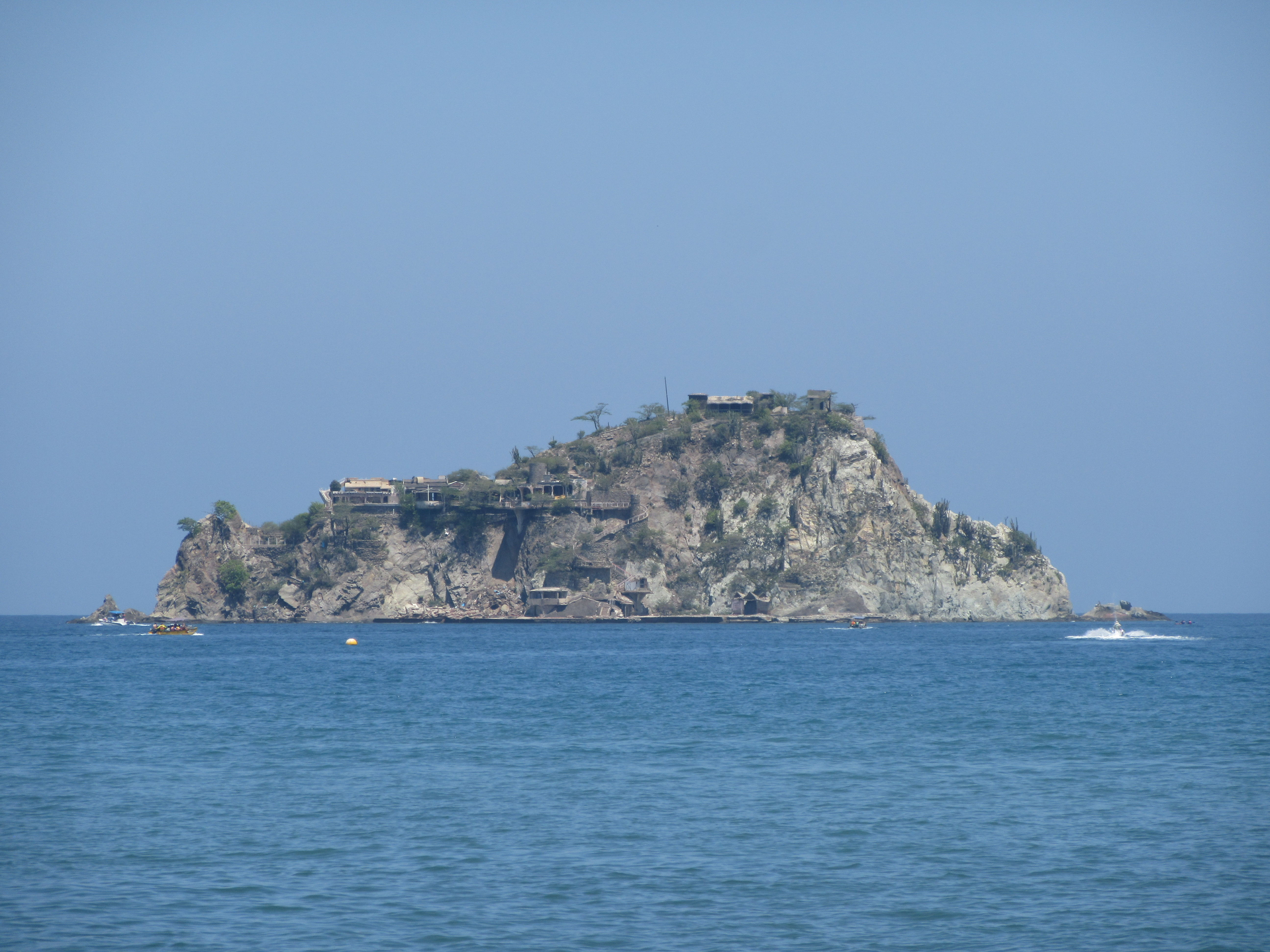
Isla Pelícano
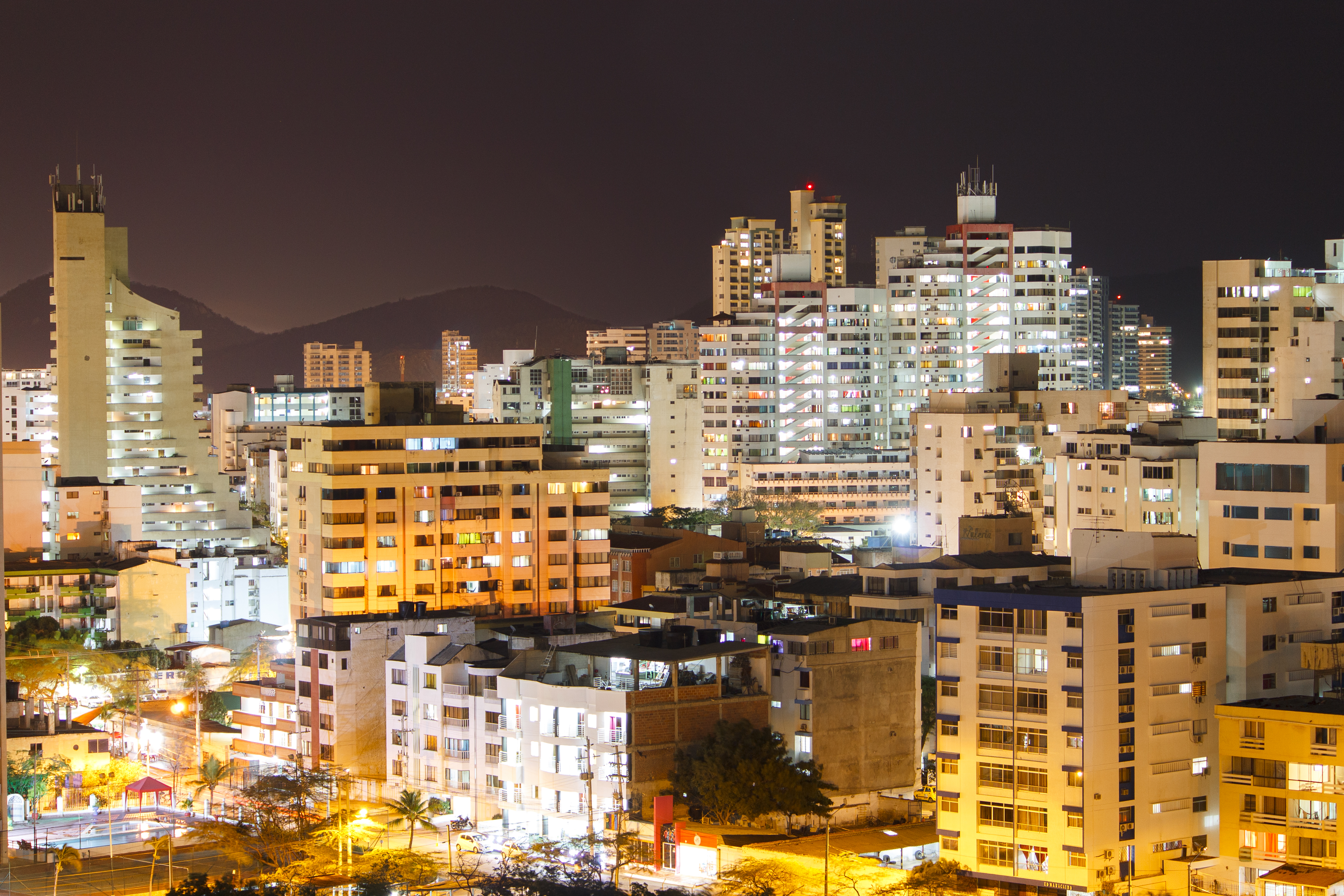
Vista nocturna de El Rodadero
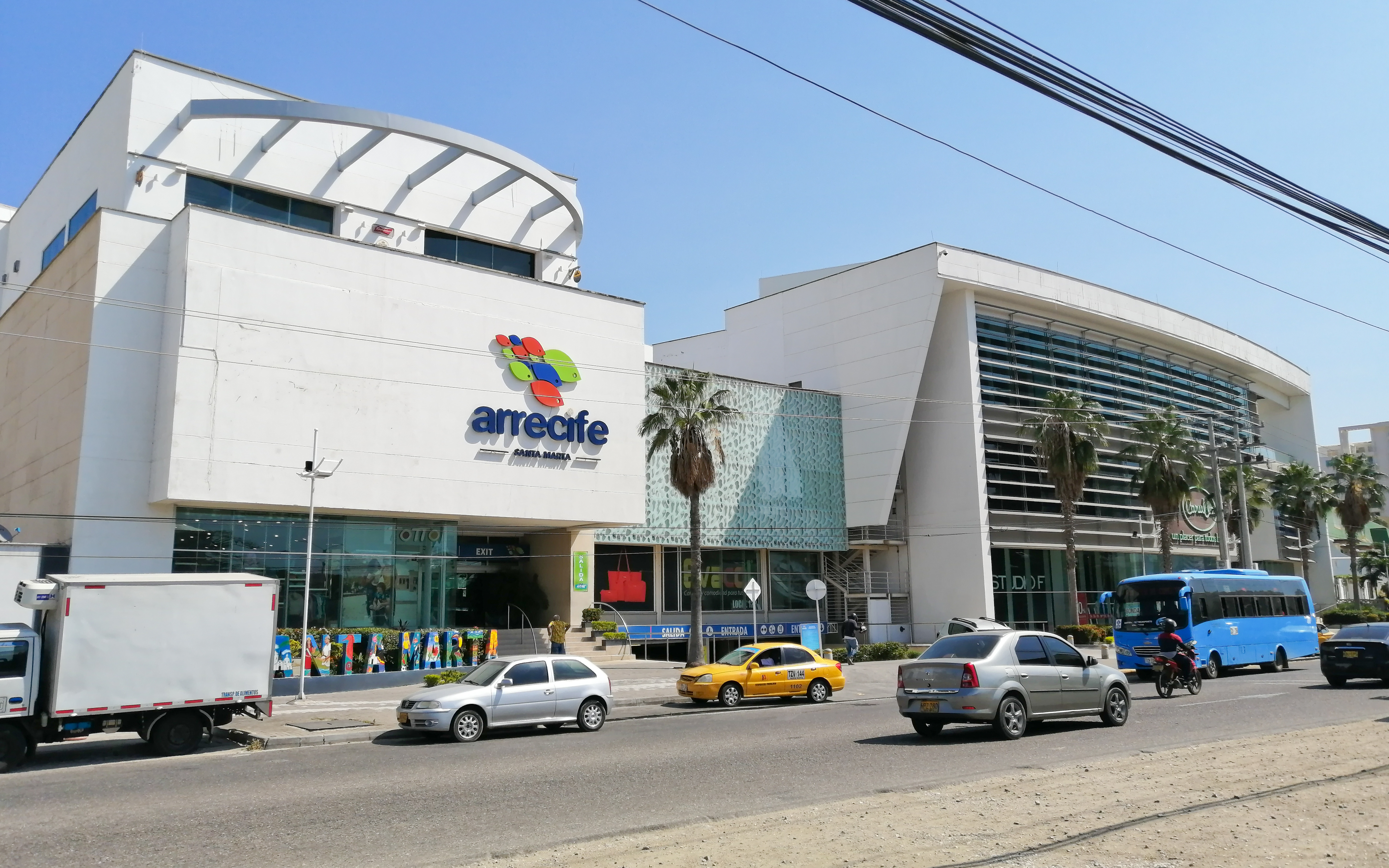
Centro comercial Arrefice
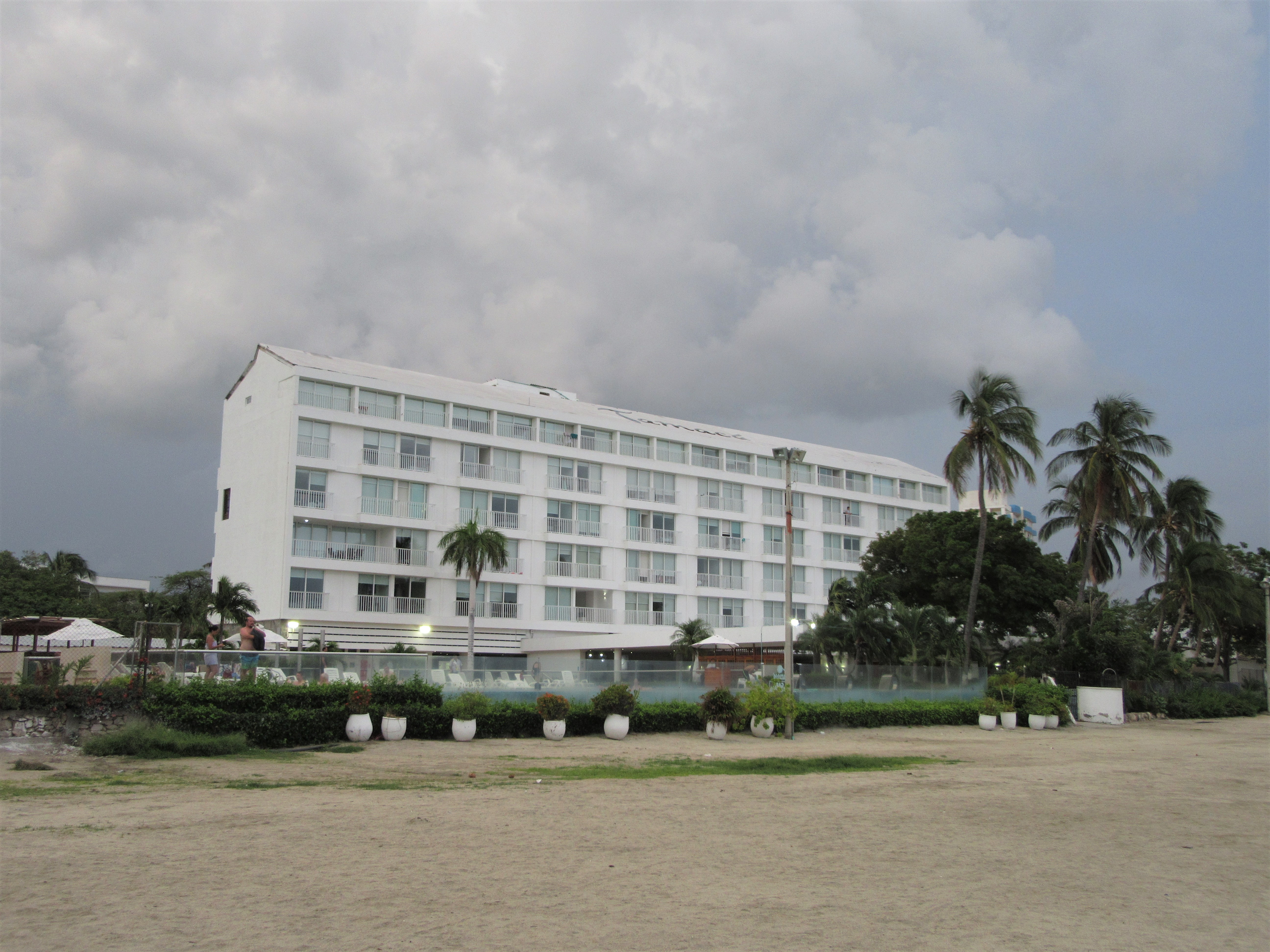
Hotel Tamacá
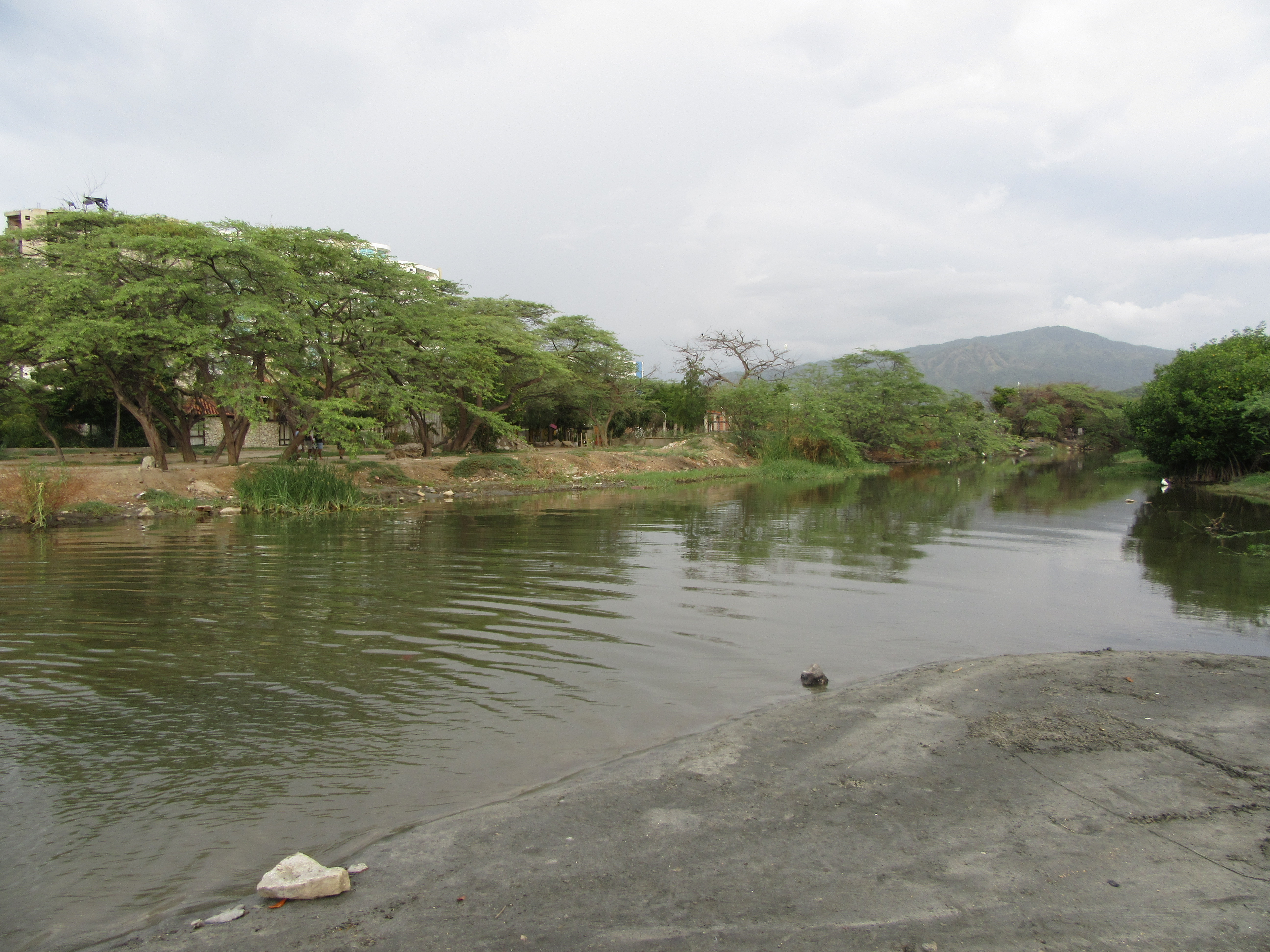
El río Gaira cerca de su desembocadura